# Pont Camille-Parenteau
Le pont Camille-Parenteau est un pont routier situé en Montérégie qui relie les deux rives de la rivière Yamaska dans la municipalité de Yamaska.

## Description
Le pont est emprunté par la route 132. Il comporte deux voies de circulation soit une voie dans chaque direction. Environ 5 600 véhicules empruntent le pont quotidiennement.